# Françoise Bettencourt Meyers
Françoise Bettencourt Meyers (franskt uttal: [fʁɑ̃swaz bɛtɑ̃kuʁ mɛjɛʁ]) är en fransk miljardär och världens nuvarande rikaste kvinna. Författare av Bibelkommentarer och arbetar med judisk-kristna relationer. Den enda dottern och därmed enligt fransk rätt, Liliane Bettencourt, hennes familj äger L'Oréal.